# Cantonul Nantes-6
Cantonul Nantes-6 este un canton din arondismentul Nantes, departamentul Loire-Atlantique, regiunea Pays de la Loire, Franța.